# Puente Querol
El puente Querol o de Querol es un puente ferroviario del norte de España que cruza el Río Sil, a su paso por Ponferrada, formando parte de la actual Línea León-La Coruña. Fue inaugurado en 1878, formando parte de la antigua línea de ferrocarril Palencia-La Coruña y reformado a mediados de los años 1940 mediante la sustitución del tablero de hierro original.
El puente fue diseñado, al igual que todo el tramo de la línea, por el ingeniero Eduardo Saavedra Moragas, como solución al cruce del río Sil casi en la confluencia con su afluente el río Boeza, y que da acceso directamente a la playa de vías de la Estación de Ponferrada.

## Características

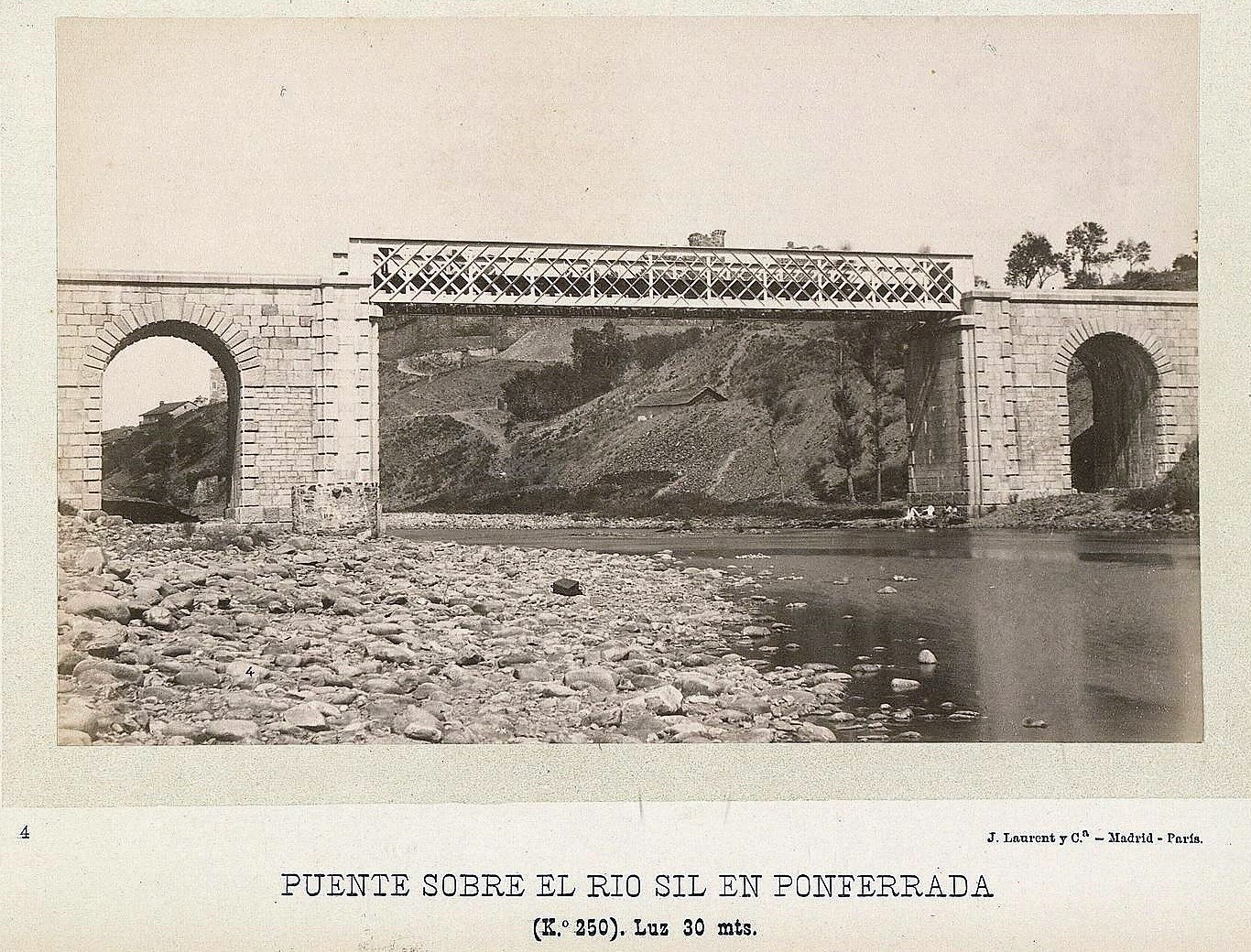
Puente original en 1887

La estructura completa tiene una longitud aproximada de 80 metros y largos aterramientos en ambas cabeceras. Su anchura oscila entre los 6,50 y 9,20 metros que se corresponden con los tramos viejos de extremos y el nuevo sector central de hormigón. Originariamente disponía de un tramo sobre cauce en viga de hierro dulce en celosía del tipo Town con longitud de 25 metros que apoyaba en pilas intermedias más dos bóvedas de cañón que escoltaban al vano central con luces semejantes de 6 metros y que absorbían las aguas del río en momentos de fuertes crecidas. En la actualidad y tras la regulación del cauce en embalses de cabecera es raro que estos arcos sirvan para conducir aguas por lo que funcionan como parte del paseo fluvial del Río Sil, conectando la zona del Pajariel con la parte central del mismo.

## Reforma
La sustitución del tablero de hierro se debió de producir según la normativa de la Instrucción Ferroviaria de 1925 que obligaba a cambiar las vigas de hierro obsoletas bien por otras de acero o por nuevas bóvedas en hormigón armado. Parece plausible que en este caso, se efectuara el cambio a principios de los años 40 del siglo XX ya sea por aplicación tardía de esta instrucción o por el deterioro natural de la viga de hierro. La nueva impronta es muy semejante a la de algunos puentes sobre el río Bernesga en el ramal que se dirigía a Asturias. Se incorpora aquí un diseño de puente en hormigón en masa con aligeramientos en tímpanos por medio de arquillos y que sustituía precisamente a la viga de hierro del proyecto decimonónico.